# Блендув (Груєцький повіт)
Блендув (пол. Błędów) — село в Польщі, у гміні Блендув Груєцького повіту Мазовецького воєводства.
Населення — 971 особа (2011).
У 1975-1998 роках село належало до Радомського воєводства.

## Демографія
Демографічна структура станом на 31 березня 2011 року:
|          | Загалом | Допрацездатний вік | Працездатний вік | Постпрацездатний вік |
| -------- | ------- | ------------------ | ---------------- | -------------------- |
| Чоловіки | 461     | 96                 | 314              | 51                   |
| Жінки    | 510     | 82                 | 295              | 133                  |
| Разом    | 971     | 178                | 609              | 184                  |